# Lago Großer (Pomerania Occidental-Greifswald)
El lago Großer (en alemán: Großersee) es un lago situado en el distrito de Pomerania Occidental-Greifswald —junto a la costa de la laguna de Szczecin—, en el estado de Mecklemburgo-Pomerania Occidental (Alemania), a una altitud de 10 metros; tiene un área de 64 hectáreas.